# Периапсис
Периапсис је тачка орбите неког објекта или небеског тијела, на којем је оно најближе небеском тијелу око којег кружи.
Ако говоримо о кружењу око планете Земље, онда се периапсис назива перигеј, око Сунца перихел, и тако даље.